# Stanstead-Est
Stanstead-Est è un comune del Canada, situato nella provincia del Québec, nella regione di Estrie.